# Minoru Kushibiki
Minoru Kushibiki (jap. 櫛引 実, Kushibiki Minoru; * 10. Juni 1967 in der Präfektur Osaka) ist ein ehemaliger japanischer Fußballspieler.

## Karriere
Kushibiki erlernte das Fußballspielen in der Schulmannschaft der Takatsuki Minami High School und der Universitätsmannschaft der Osaka University of Commerce. Seinen ersten Vertrag unterschrieb er 1990 bei Toshiba. Der Verein spielte in der höchsten Liga des Landes, der Japan Soccer League. Für den Verein absolvierte er drei Erstligaspiele. 1991 wechselte er zum Zweitligisten Otsuka Pharmaceutical. Für den Verein absolvierte er 77 Spiele. 1996 wechselte er zum Erstligisten Kyōto Purple Sanga. Für den Verein absolvierte er 15 Erstligaspiele. 1999 wechselte er zum Ligakonkurrenten Avispa Fukuoka. Ende 1999 beendete er seine Karriere als Fußballspieler.